# Greta cubana
Greta cubana är en fjärilsart som beskrevs av Herrich-Schäffer 1862. Greta cubana ingår i släktet Greta och familjen praktfjärilar. Inga underarter finns listade i Catalogue of Life.

## Bildgalleri

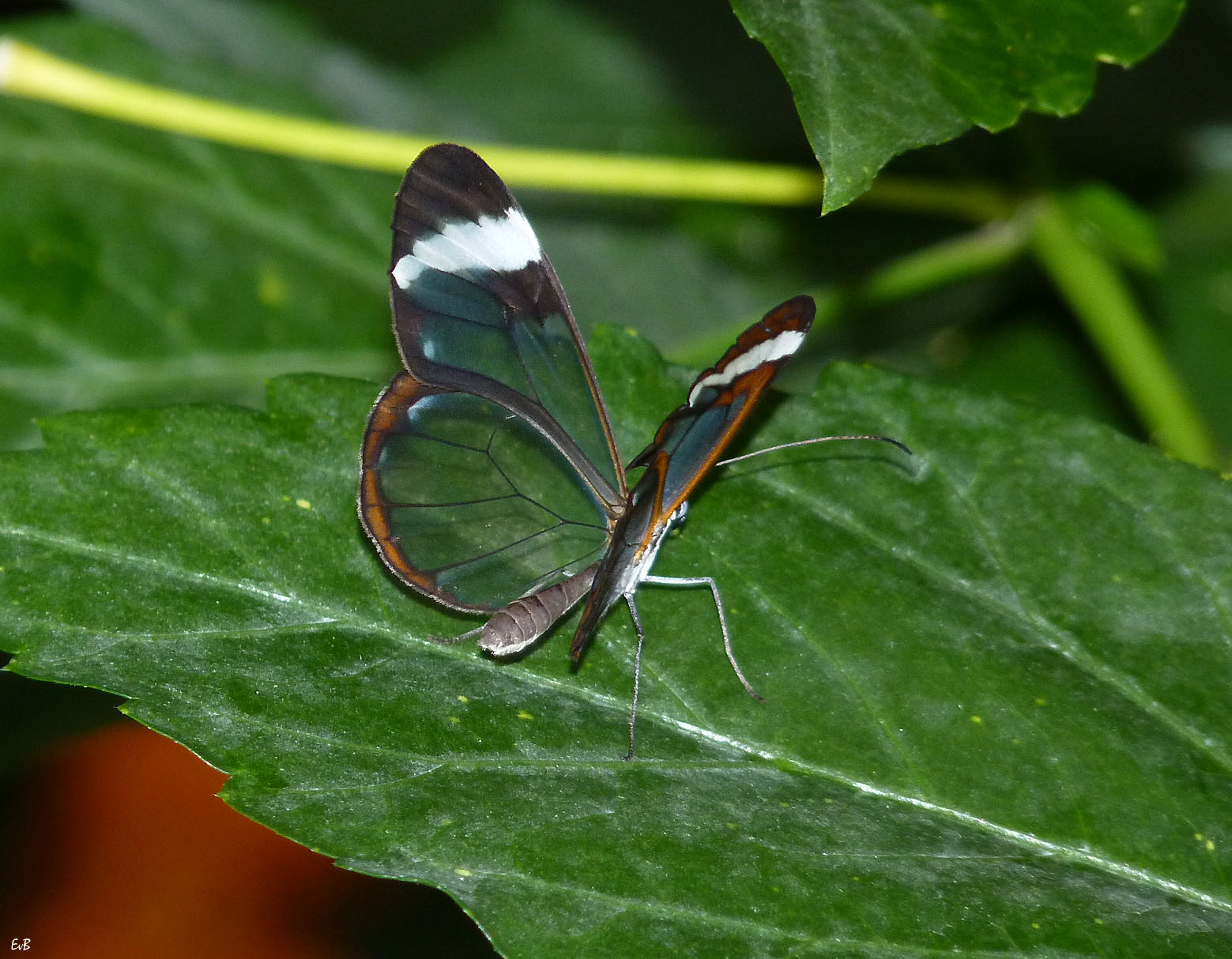
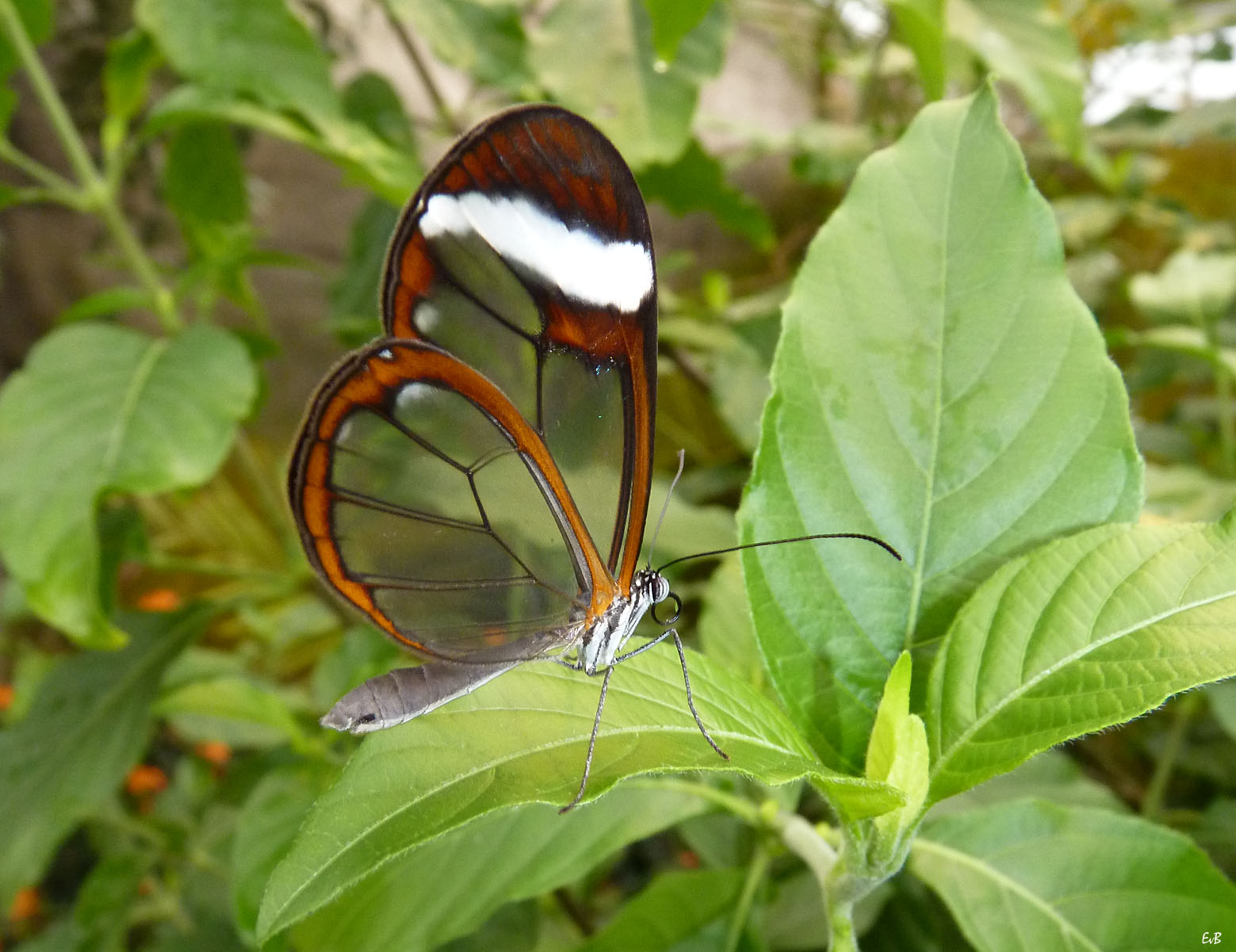